# Аназарб
Аназа́рб (арм. Անարզաբա; лат. Anazarbus; греч. Ἀναζαρβός, Ἀνάζαρβα) — древний город-крепость в восточной Киликии. Ныне располагается на территории Турции в районе Чукурова провинции Адана.

## История
В начале нашей эры город, основанный ассирийцами, носил название Цезарея; перестроенный Юстином I в VI веке после землетрясения город стал именоваться Юстинополем. Со времени Феодосия II он становится гражданской и церковной митрополией провинции Киликия Вторая. В середине VII века Аназарв был захвачен арабами; в 962 году отвоёван Никифором II Фокой и сделан резиденцией стратига; в 1085 вновь утрачен империей. В 1098 году город был захвачен у сельджуков крестоносцами и передан Византии, однако около 1104—1106 занят, при поддержке Танкреда Антиохийского, армянским правителем Торосом I Рубенидом.
С XI века являлся столицей независимого армянского княжества Рубенидов. Во время правления Рубенидов и вхождения в состав Киликийского армянского царства, опустевший город был заселен и обнесен крепостной стеной. В городе был построен ряд церквей, развалины одной из них XII века сохранились до наших дней. В 1905 году она была сфотографирована Гертрудой Белл, в частности ею была заснята плохо сохранившаяся армянская надпись вокруг карниза церкви, которую ещё за полвека до неё скопировал Виктор Ланглуа. Сейчас надпись отсутствует на сооружении
В 1374 году город разрушен египетскими мамлюками.

## Топонимика
Согласно Иоанну Малале, город изначально назывался Квинда (Κύινδα). В I веке неоднократно разрушался землетрясениями и отстраивался под названиями Киск (Κίσκος) и Диокесария. Восстановленный при императоре Нерве в третий раз сенатором Зарвой, он получил в честь него имя Аназарв. На монетах эпохи Нерона город назван Кесария у Аназарба (др.-греч. Καισάρεια ἡ πρὸς ̓Ἀναζάρβῳ). Под этим же именем он фигурирует у Плиния и Птолемея. По сообщению Евагрия Схоласта, при Юстине I город опять восстанавливается после землетрясения и получает имя Юстинополь, а позднее — Юстинианополь.
При арабском владычестве город назывался Айн-Зарба.

## Известные уроженцы
- Педаний Диоскорид (I в.) — древнегреческий врач, фармаколог и ботаник, автор сочинения «О лекарственных веществах».
- Оппиан (II в.) — древнегреческий дидактический поэт, автор поэмы «Галиевтика» — о ловле рыбы.

## Галерея

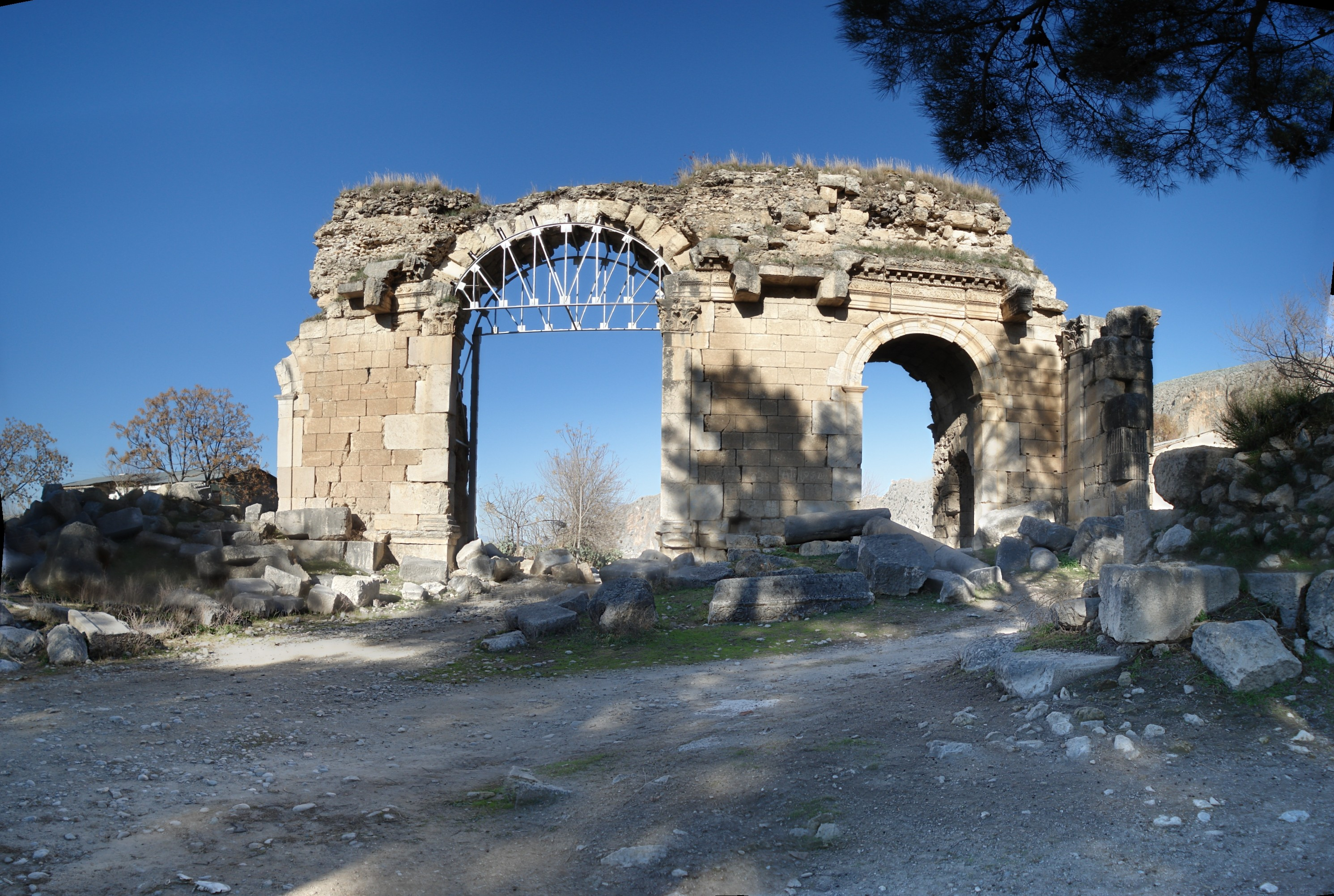
Триумфальная арка южных ворот города
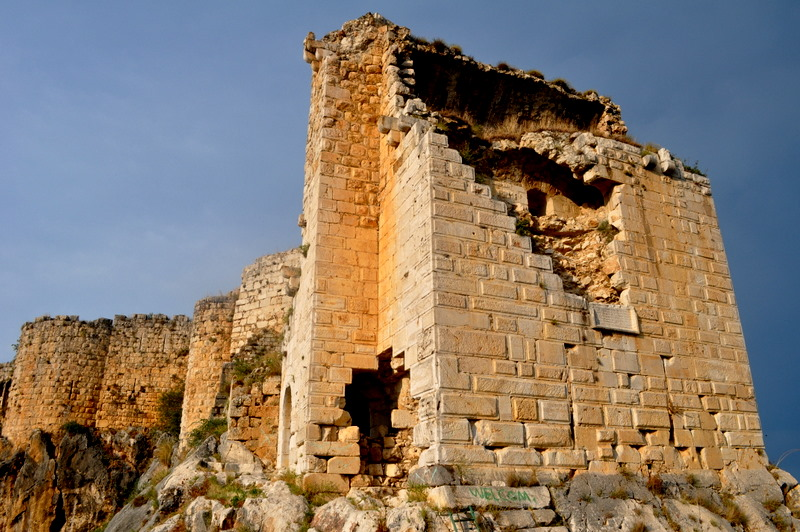
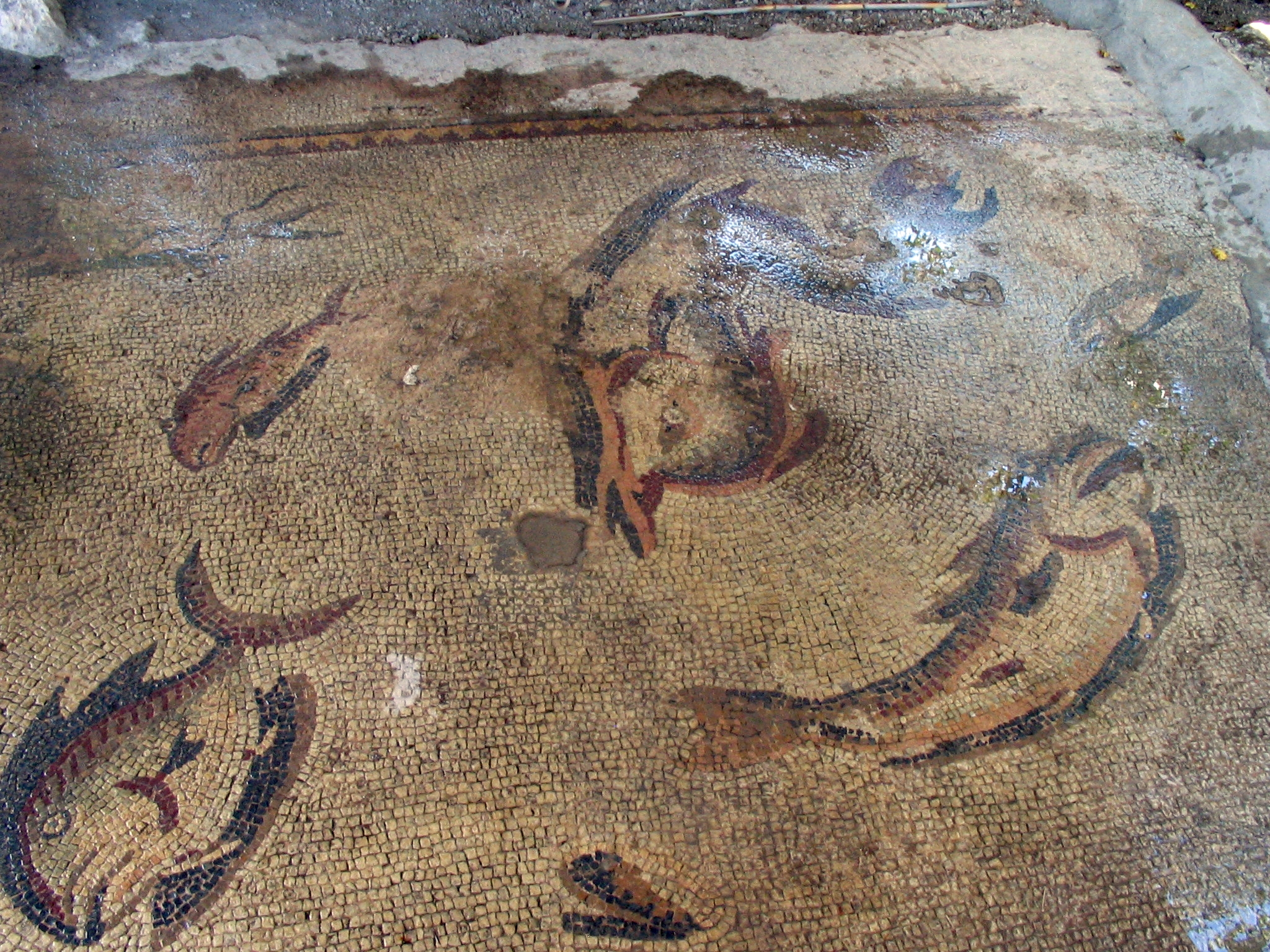
Мозаика
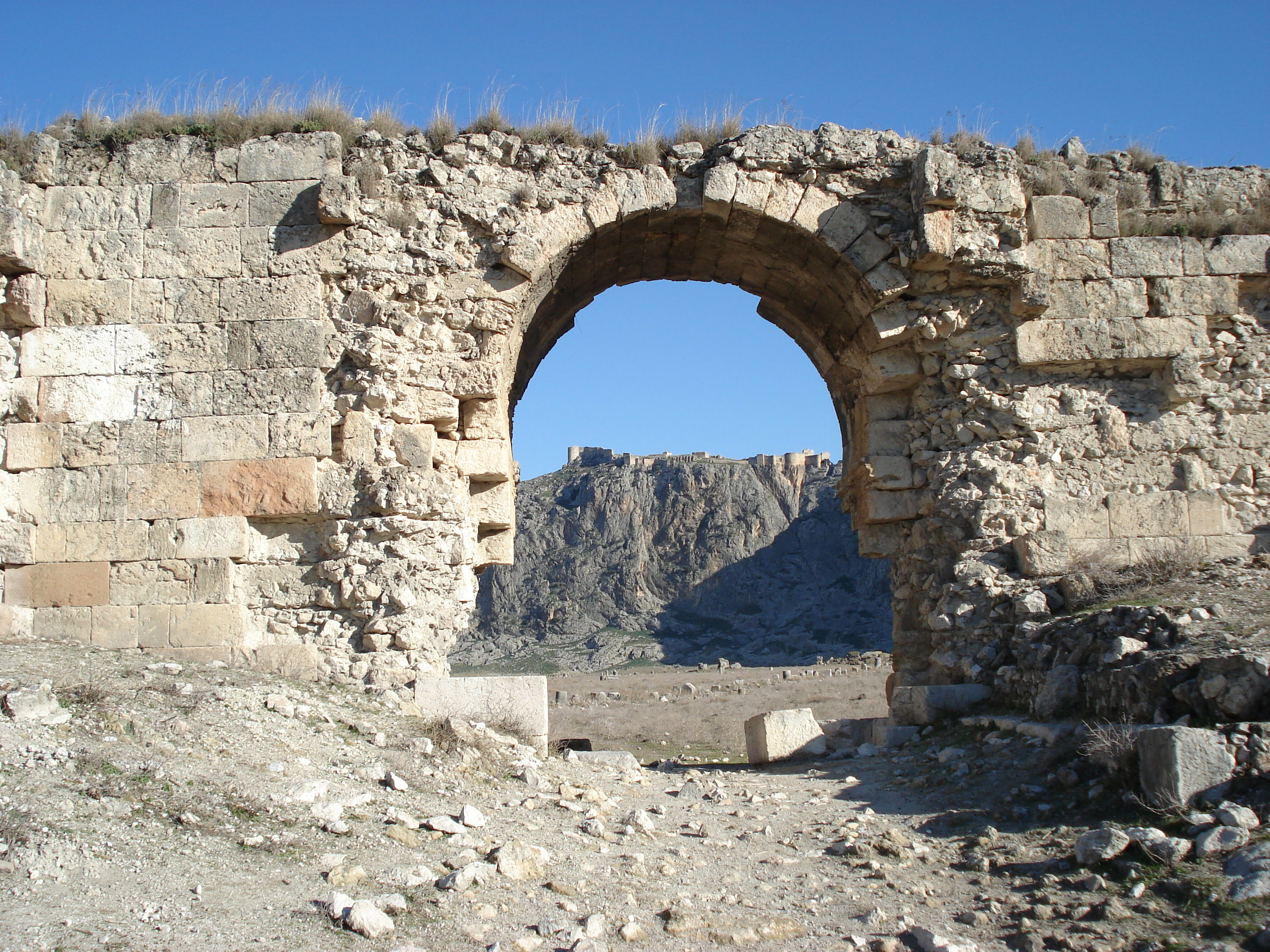
западные ворота
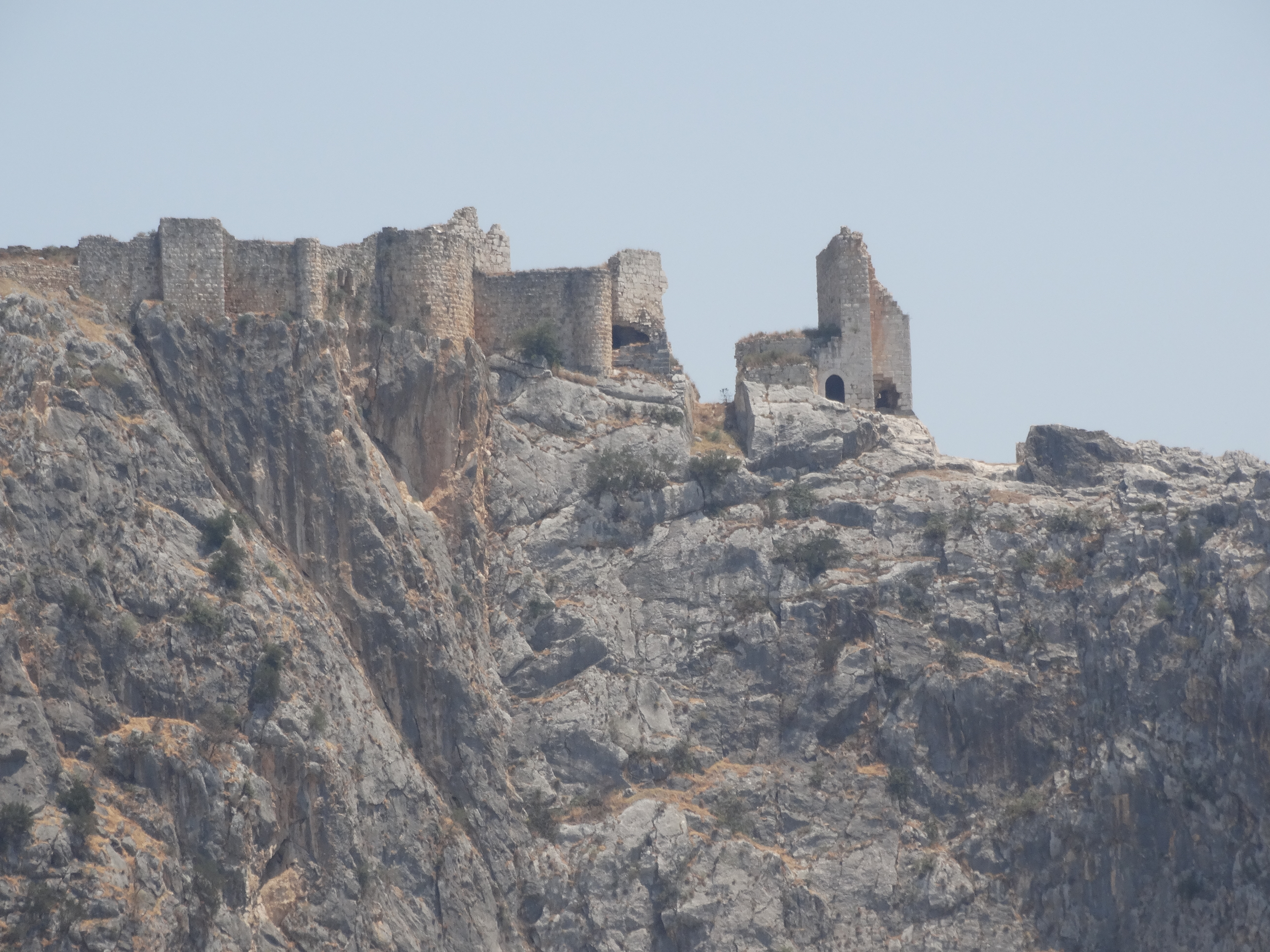
Башни крепости возвышаются над обрывом
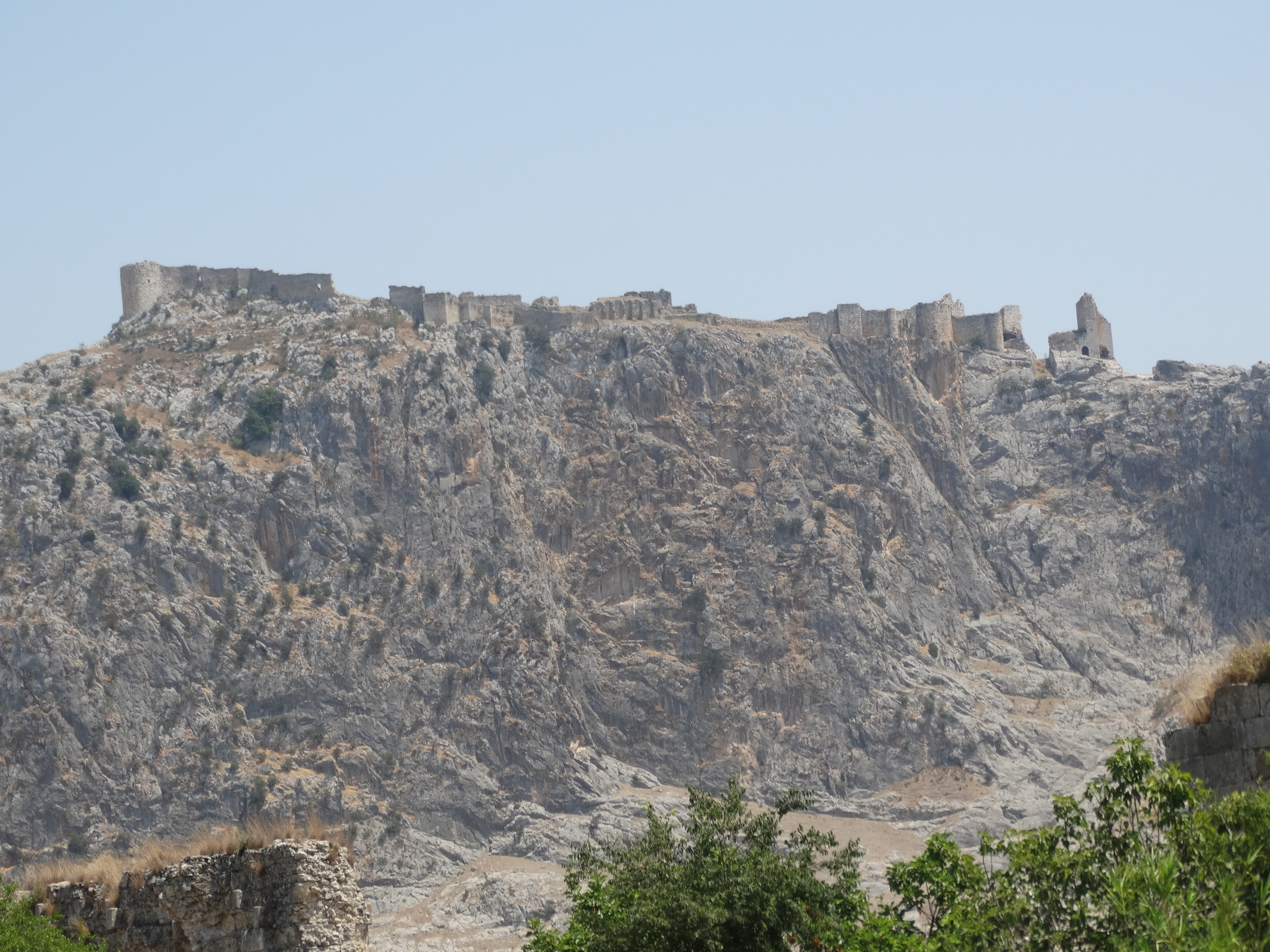
Общий вид крепости
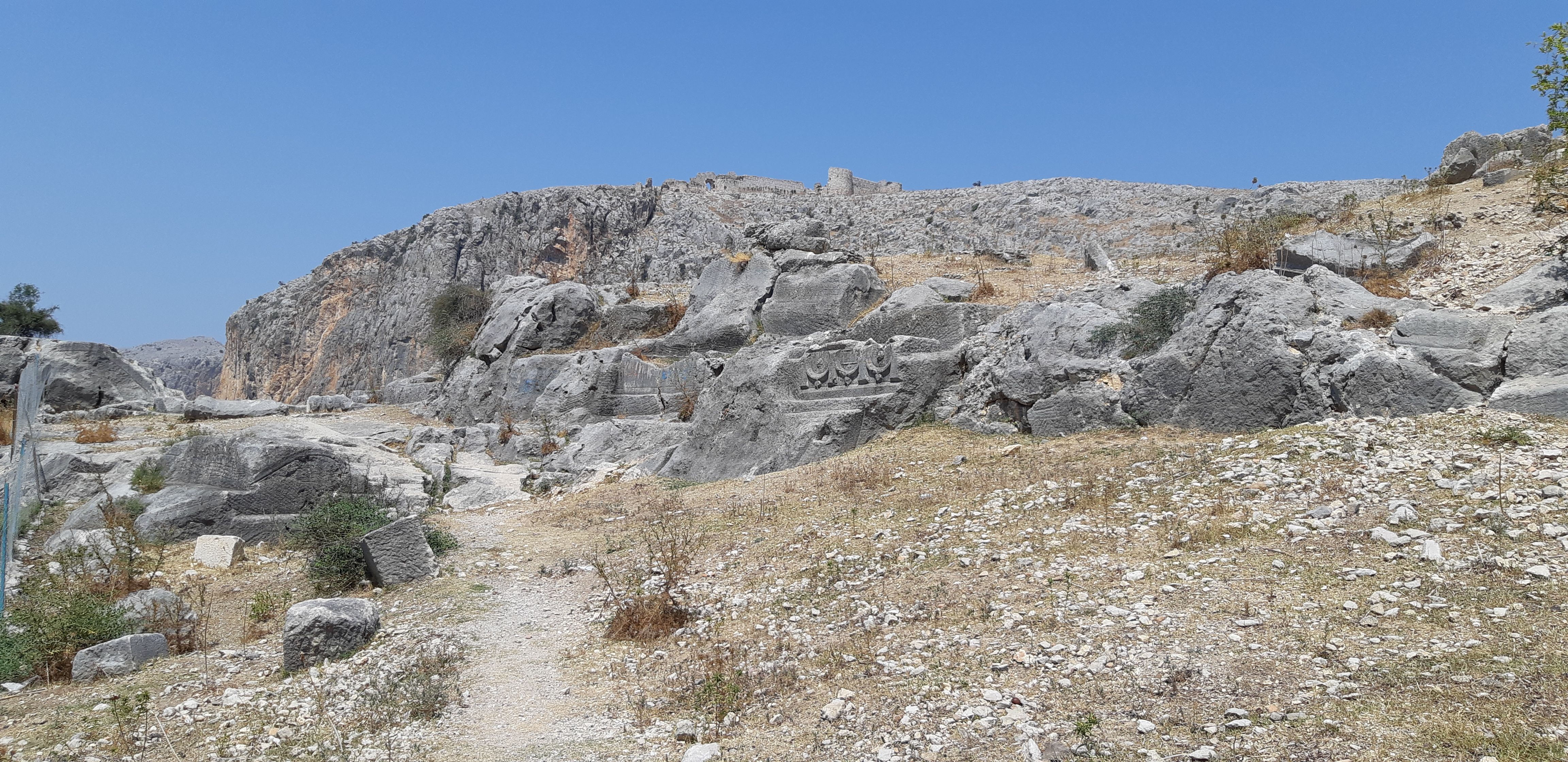
Развалины старого города
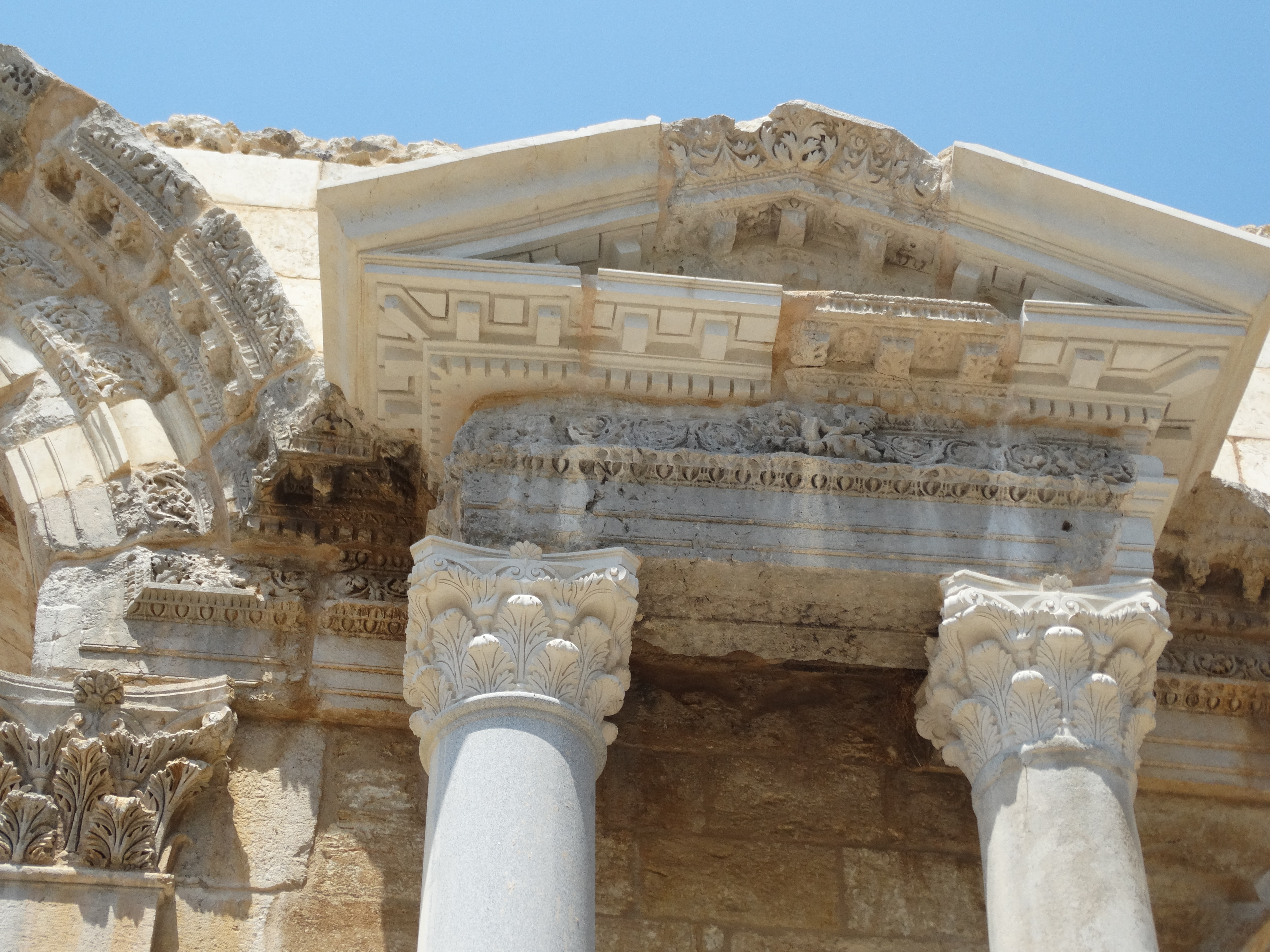
Деталь триумфиальной арки
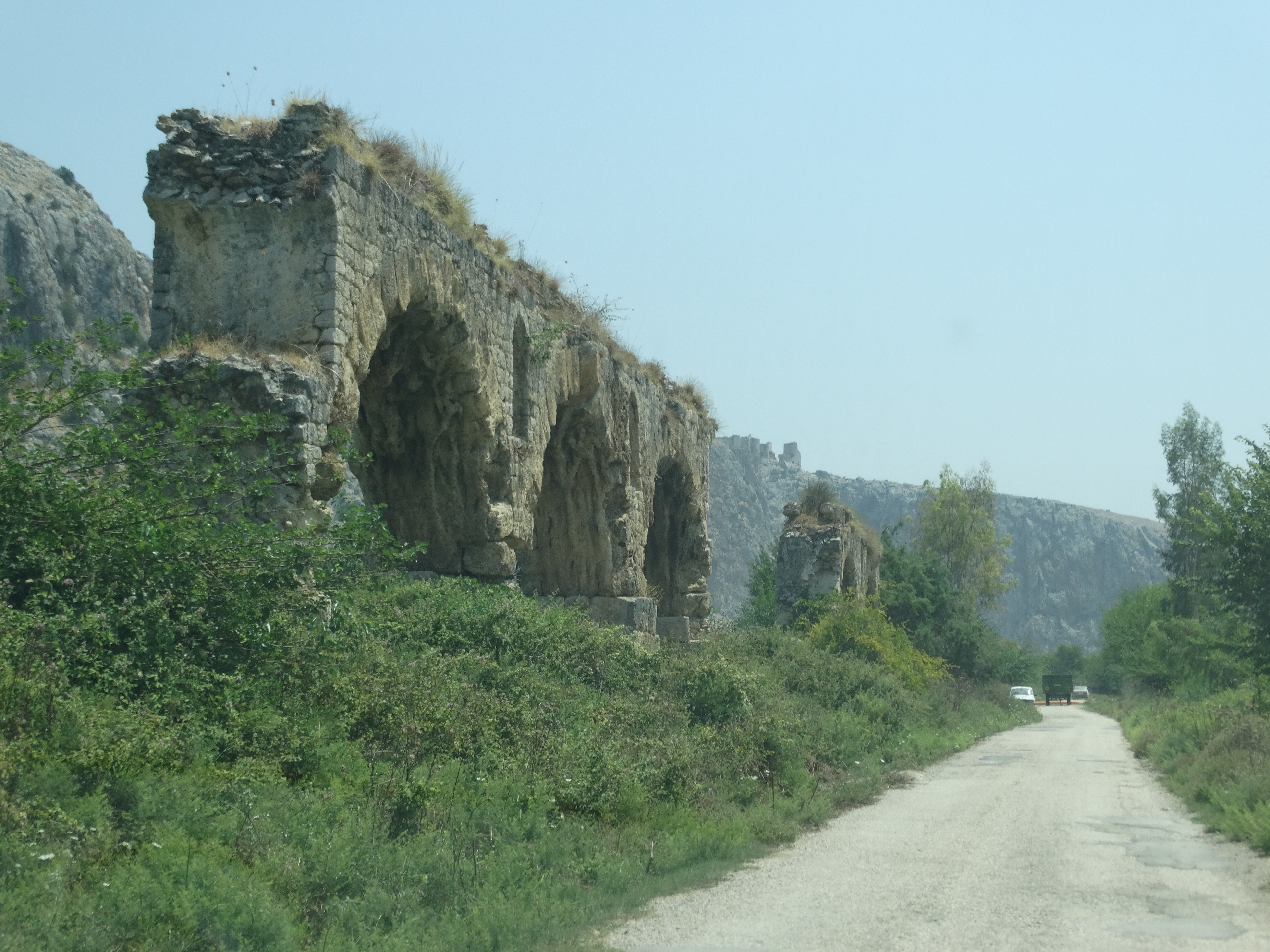
Акведук